# Trogonostomus djampeanum
Trogonostomus djampeanum är en skalbaggsart som beskrevs av Ohaus 1912. Trogonostomus djampeanum ingår i släktet Trogonostomus och familjen Rutelidae. Inga underarter finns listade i Catalogue of Life.